# Démécologie
Pour un article plus général, voir Écologie.
 (septembre 2016).
La forme ressemble trop à un extrait de cours et nécessite une réécriture afin de correspondre aux standards de Wikipédia.
 (janvier 2021).
Si vous disposez d'ouvrages ou d'articles de référence ou si vous connaissez des sites web de qualité traitant du thème abordé ici, merci de compléter l'article en donnant les références utiles à sa vérifiabilité et en les liant à la section « Notes et références ».

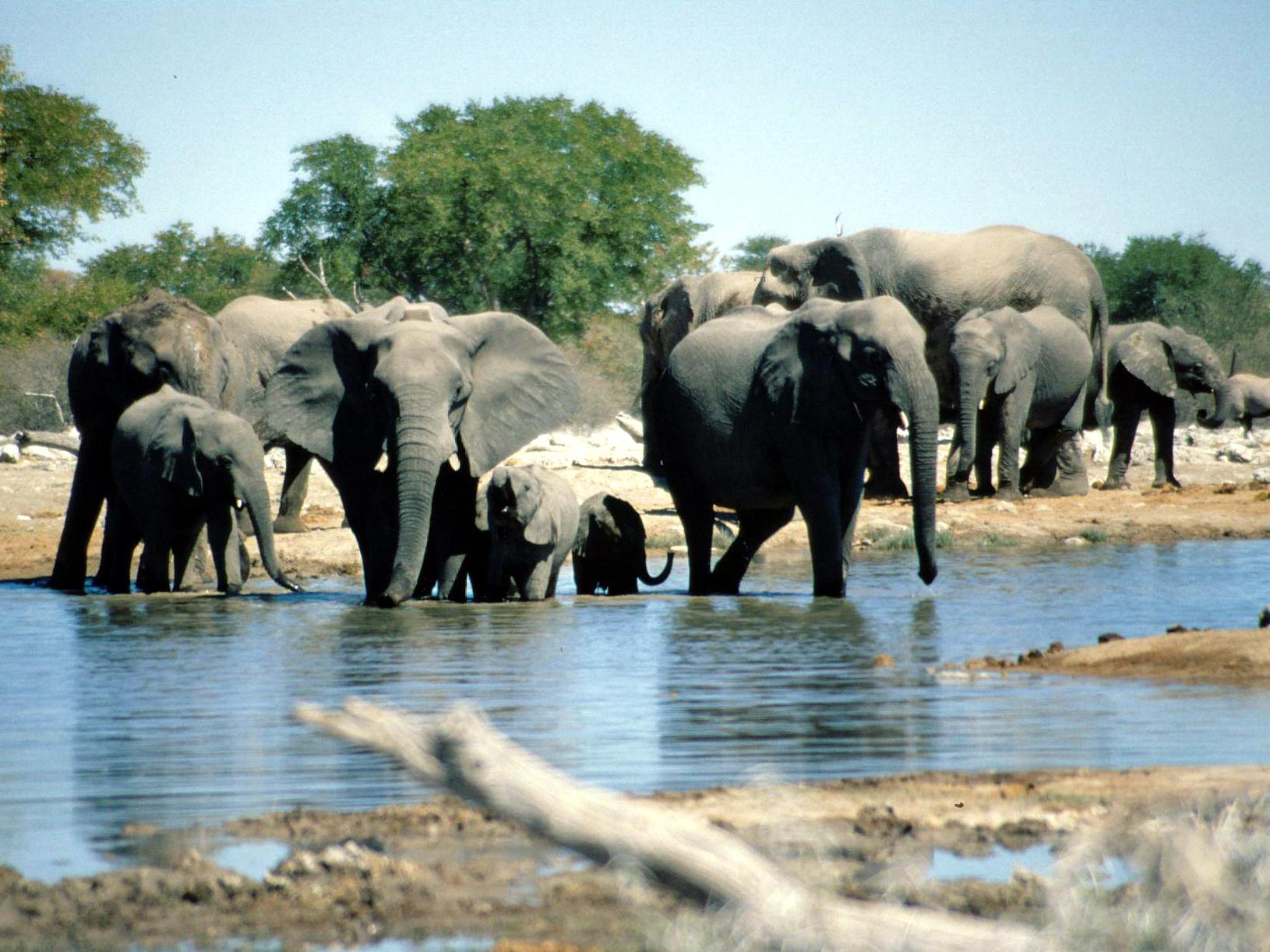
Groupes familiaux d'éléphants, au sein d'une population régionale

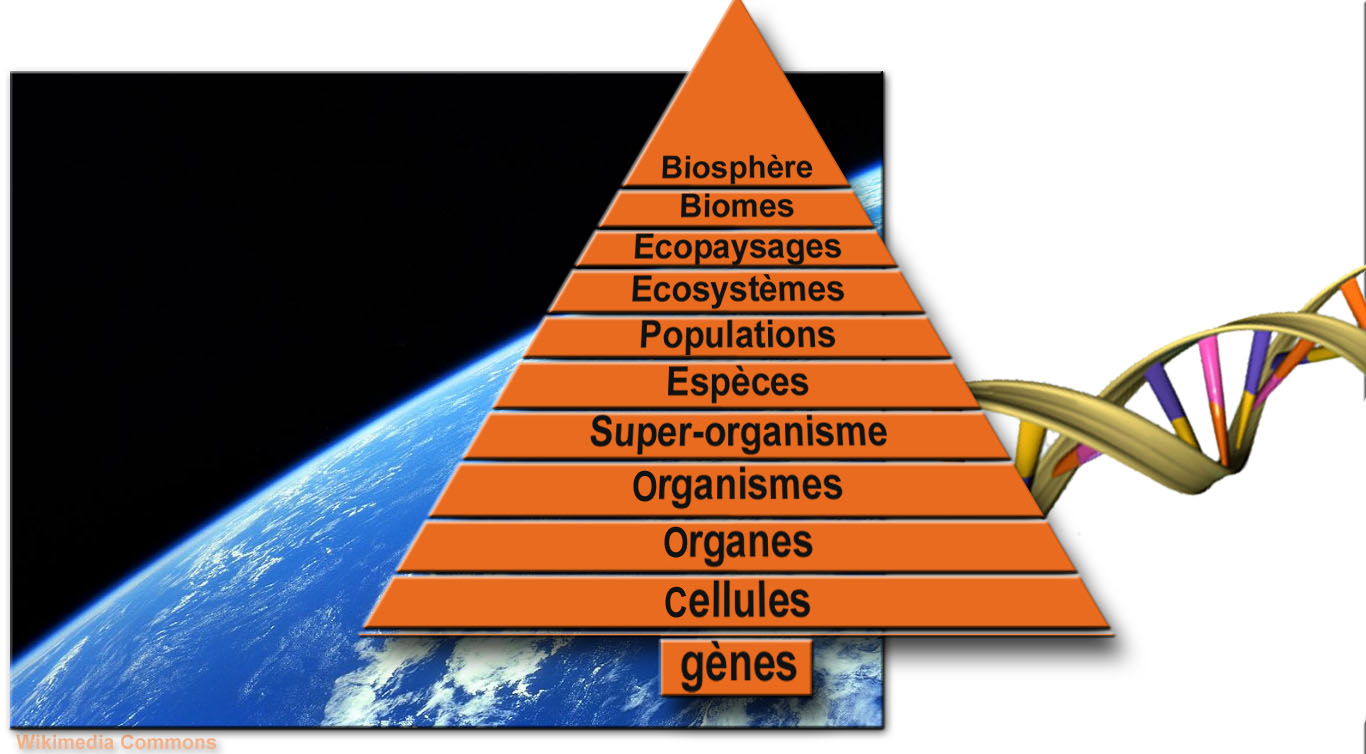
Un groupe de « populations » constitue une métapopulation. Les populations d'animaux, plantes, champignons, microbes… contribuent au fonctionnement des écosystèmes, qui eux-mêmes forment des biomes et la biosphère ou symbiosphère (expression de Joël de Rosnay est le niveau planétaire d'intégration de toutes les échelles du Vivant (du gène à la somme des biomes (sans laquelle l'oxygène et donc la couche d'ozone n'existeraient pas) ; Le gène est représenté à part, car non vivant en tant que tel, mais support d'information et base du vivant. Plus on monte dans la pyramide, plus l'échelle est globale et plus le niveau de complexité mais aussi de stabilité et de résilience écologique du système semble augmenter.

La démécologie est synonyme d'écologie des populations d'une espèce.
Elle a pour objet de comprendre, mesurer et prédire les variations de la taille des populations et de l’occurrence de caractéristiques génétiques, phénotypiques, comportementales et culturelles au sein des populations. La démécologie consiste donc à étudier :
- d'une part la dynamique des populations, c'est-à-dire les variations d'abondance et de composition en âges, sexes, caractéristiques biologiques, de l'espèce dans le temps et l'espace ;
- et d'autre part, les processus écologiques et évolutifs et les dynamiques environnementales qui permettent de comprendre et de prédire l'émergence, le maintien et la disparition de traits biologiques qui régissent ces abondances en populations.

Ainsi, la démécologie regroupe sous son chapeau la dynamique des populations et une partie de l'écologie comportementale, de la génétique des populations, de l'évolution des traits d'histoire de vie, de la génétique quantitative, de la dynamique adaptative, etc.
L’ingénierie appliquée associée à cette science consiste en la conservation des populations et des espèces d'intérêts pour les activités humaines (plans de protection, de conservation, de gestion des stocks, définition de quotas, etc.), le contrôle des populations (régulations des ravageurs, des épidémies, des invasifs, etc.), l'adaptation des populations d'intérêts (programmes de sélection, de transplantation, etc.) et la sélection de caractéristiques biologiques d'intérêts (domestications, programmes de sélection, plans de croisements, etc.).

## Particularité au sein de l'écologie
La démécologie se distingue de l'autécologie et de la synécologie par son objet d'étude et de sa spatio-temporalité particulière : respectivement les populations d'une espèce (démécologie), les individus selon les milieux (autécologie) et les communautés d'espèces (synécologie).
Cette branche de l'écologie étudie les mécanismes biologiques, les processus évolutifs et environnementaux qui régissent les effectifs des populations et de métapopulation d'êtres vivants d'une même espèce, leur répartition et leur abondance dans temps évolutifs courts (supérieure à la durée de vie d'un individu mais inférieure à la durée de vie d'une espèce) et dans des espaces explicités (typiquement de l'aire géographique d'une sous-population ou dème, à l'aire de répartition totale de l'espèce).

## Description d'une population

### Paramètre descriptifs

#### Effectif d'une population
Au cours du temps l'effectif des populations naturelles peut croître, rester stationnaire, fluctuer, ou bien décroître jusqu'à l'extinction. Les populations ne croissent pas indéfiniment, elles sont limitées.

#### La densité
Avec une bonne estimation de la taille de la population, on est en mesure de calculer des densités.
La densité brute est le rapport de l'effectif total de la population ou de sa biomasse sur la surface totale du biotope considéré.
La densité écologique est le rapport de l'effectif total de la population ou de sa biomasse sur la surface de l'habitat réellement disponible pour l'espèce considérée.

#### Distribution (ou répartition) spatiale
La distribution spatiale est fonction du milieu et du comportement des espèces.
- Métapopulation, Fragmentation écopaysagère

#### Structure de l'âge
On étudie l'âge de la population. Pour les arbres on parle de dendrochronologie, mais pour les animaux, on peut suivre les dents, les cornes la taille des coquilles… Les démographes utilisent des pyramides des âges.
Connaître la structure de l'âge permet aussi d'élaborer des tables et des courbes de survie.

#### Répartition par sexe
Le sex-ratio est le rapport entre le nombre de mâles et le nombre de femelles. Il est en général égal à 1. Mais chez certaines espèces il dépend de la température.
Voir aussi conflit sexuel.

### Méthodologie scientifique

#### Estimations de la taille d'une population
Faire un dénombrement absolu est toujours difficile, mais on peut par exemple utiliser des photos infra-rouge aériennes. Mais en général on effectue des estimations statistiques : comptages destructifs sur une petite surface, méthodes indirectes (nids, terriers…).
Méthode de marquage capture recapture (CMR)
Cette technique est beaucoup utilisée sur les oiseaux.[réf. nécessaire]
Lors de la capture on marque les individus. Sur une population totale de N individus on en capture T, ils sont relâchés une fois marqués, au moment de la recapture t individus sont déjà marqués sur les n capturés. Un simple produit en croix permet de faire une estimation de la population : N = (T x n)/t{{À recycler}}
Pour cette méthode on est obligé d'admettre que :
- un individu capturé une fois a autant de chances de se faire capturer à nouveau ;
- les individus marqués se mélangent de façon homogène aux autres ;
- le taux de mortalité des individus marqués n'est pas différent des autres ;
- la population est stable entre les deux captures.

## Répartition

### Différence entre «aire de répartition» et «répartition spatiale d'une population»
- Aire de répartition : Zone délimitant la répartition géographique d'une espèce vivante ou de tout autre unité taxonomique qui inclut la totalité de ses populations. L'aire d'une espèce peut-être continue ou au contraire disjointe. (Domaine de la Biogéographie et de la Phytogéographie).
- Répartition spatiale d'une population : Modalité de répartition à l'intérieur d'un biotope des individus constituant une population d'une espèce déterminée. (Domaine de la Dynamique des populations).

### Grands types de répartitions spatiales possibles des individus d'une population
Sur une surface donnée, les individus peuvent être répartis de différentes façons :
- uniforme : forte compétitivité intraspécifique provoquant un espacement plus ou moins régulier des individus. Exemple : un peuplement d'arbre dans une forêt tropicale ;
- contagieuse : c'est celle qu'on retrouve le plus souvent. Les mécanismes de reproduction entraînent un rapprochement des couples puis un éloignement après la reproduction, des autres couples donnant l'aspect d'une répartition en agrégats. Exemple : la répartition du loup dans une forêt ;
- aléatoire : assez rare dans la nature car il faut qu'il n'y ait pas de facteurs limitants. Exemple : Le début de l'invasion d'adventices dans un champ de blé.

## Dynamique des populations
La dynamique des populations s’intéresse au développement numérique de toutes les populations d’êtres vivants, et plus particulièrement de celles des animaux sexués…

## Exemples d'applications
L'étude de la dynamique des populations sert par exemple à :
- comprendre (éventuellement pour les prévoir) les variations de la biodiversité, naturelles ou non
- lutter contre les parasites de cultures ou les vecteurs d'agent pathogène
- la gestion écosystémique des ressources halieutiques ou d'espèces dites « gibier »
- le maintien des populations de micro-organismes utilisées en biotechnologie
- comprendre les phénomènes d'adaptation sélective des populations (dont de microbes par exemple, pour maitriser la fermentation, les cultures de microbes ou limiter le risque nosocomial lié à l'antibiorésistance dans une population humaine ou animale).